# NGC 6824
NGC 6824 est une galaxie spirale située dans la constellation du Cygne. Sa vitesse par rapport au fond diffus cosmologique est de 3 382 ± 13 km/s, ce qui correspond à une distance de Hubble de 49,9 ± 3,5 Mpc (∼163 millions d'al). NGC 6824 a été découverte par l'astronome germano-britannique William Herschel en 1792.
La classe de luminosité de NGC 6824 est II et elle présente une large raie HI. NGC 6824 émet aussi dans l'infrarouge. Sa luminosité dans l'infrarouge lointain (de 40 à 400 µm) est égale à 45 × 109 {\displaystyle L_{\odot }} (1010,65{\displaystyle L_{\odot }}) et sa luminosité totale dans l'infrarouge (de 8 à 1 000 µm) est de 56 × 109 {\displaystyle L_{\odot }} (1010,75{\displaystyle L_{\odot }}).
À ce jour, quatre mesures non basées sur le décalage vers le rouge (redshift) donnent une distance de 53,325 ± 12,639 Mpc (∼174 millions d'al), ce qui est à l'intérieur des valeurs de la distance de Hubble. Notons cependant que c'est avec la valeur moyenne des mesures indépendantes, lorsqu'elles existent, que la base de données NASA/IPAC calcule le diamètre d'une galaxie et qu'en conséquence le diamètre de NGC 6824 pourrait être d'environ 37,7 kpc (∼123 000 al) si on utilisait la distance de Hubble pour le calculer.